# Xysticus berlandi
Espèce
Xysticus berlandi est une espèce d'araignées aranéomorphes de la famille des Thomisidae.

## Distribution
Cette espèce est endémique de Mongolie-Intérieure en Chine,.

## Publication originale
- Schenkel, 1963 : Ostasiatische Spinnen aus dem Muséum d'Histoire naturelle de Paris. Mémoires du Muséum national d'Histoire naturelle, Paris, sér. A, Zoologie, vol. 25, p. 1-481.